# كوتا ياماموتو
كوتا ياماموتو (KOHTA YAMAMOTO) هو ملحن ياباني ولد في 1987 في طوكيو.

## أعماله في الدراما اليابانية
- ازمة: مكتب الامن العام وحدة التحقيق الخاصة (بالتعاون مع هيرويوكي ساوانو)
- الإشارة (2019) (بالتعاون مع هيرويوكي ساوانو)

## أعماله في الدراما الشرقية
- ثندربولت فانتسي 3 (بالتعاون مع هيرويوكي ساوانو)

## أعماله في الأنمي

### مسلسلات أنمي تلفزيونية
- الإكسورسيست الأزرق: ملك كيوتو الملوث (بالتعاون مع هيرويوكي ساوانو)
- الخطايا السبع المميتة: إعادة إحياء الوصايا (بالتعاون مع هيرويوكي ساوانو و تاكافومي وادا)
- الخطايا السبع المميتة: غضب الملوك (بالتعاون مع هيرويوكي ساوانو و تاكافومي وادا)
- الخطايا السبع المميتة: قضاء الغضب (بالتعاون مع هيرويوكي ساوانو و تاكافومي وادا)
- دايف!! (بالتعاون مع يوكي هاياشي)
- فتاة الشفق (بالتعاون مع شون ناريتا)
- ري:ستيج! دريم دايز♪
- كنغدوم (الموسم الثالث; بالتعاون مع هيرويوكي ساوانو)
- هجوم العمالقة The Final Season (بالتعاون مع هيرويوكي ساوانو)
- 86 (بالتعاون مع هيرويوكي ساوانو)

### أفلام أنمي
- الخطايا السبع المميتة: الملعونون من قبل النور (بالتعاون مع هيرويوكي ساوانو)

## وصلات خارجية
- كوتا ياماموتو على موقع IMDb (الإنجليزية)
- كوتا ياماموتو على موقع ميوزك برينز (الإنجليزية)
- كوتا ياماموتو على موقع قاعدة بيانات الفيلم (الإنجليزية)